# Gampang Sejati
Gampang Sejati is een bestuurslaag in het regentschap Lamongan van de provincie Oost-Java, Indonesië. Gampang Sejati telt 1577 inwoners (volkstelling 2010).